# Нојенкирхен (Линебургер Хајде)
Нојенкирхен (њем. Neuenkirchen) општина је у њемачкој савезној држави Доња Саксонија. Једно је од 23 општинска средишта округа Золтау-Фалингбостел. Према процјени из 2010. у општини је живјело 5.710 становника. Посједује регионалну шифру (AGS) 3358017.

## Географски и демографски подаци
Нојенкирхен се налази у савезној држави Доња Саксонија у округу Золтау-Фалингбостел. Општина се налази на надморској висини од 69 метара. Површина општине износи 96,7 km². У самом мјесту је, према процјени из 2010. године, живјело 5.710 становника. Просјечна густина становништва износи 59 становника/km².